# Argenton-sur-Creuse
Argenton-sur-Creuse és un municipi francès, situat a la regió del Centre - Vall del Loira, al departament de l'Indre. Està situat a la riba del riu Cruesa.

## Personalitats cèlebres
- Antoine Berman, traductor i filòsof
- Michel Sapin, polític